# Ceratophysella vargovychi
Ceratophysella vargovychi is een springstaartensoort uit de familie van de Hypogastruridae. De wetenschappelijke naam van de soort is voor het eerst geldig gepubliceerd in 2001 door Skarzynski, Kaprus & Shrubovych.